# Лелякин, Михаил Яковлевич
Михаил Яковлевич Лелякин (1918—?) — советский офицер-артиллерист во время Великой Отечественной войны, Герой Советского Союза (26.10.1943), лишён всех званий и наград. Гвардии лейтенант.

## Биография
Михаил Лелякин родился в 1918 году в селе Тимирёво (ныне — Коломенский район Московской области) в семье рабочего-железнодорожника. Вскоре после его рождения его семья переехала на станцию Хачмас в Азербайджанской ССР, где Лелякин окончил школу, а затем железнодорожное ФЗУ в Баку. Работал весовщиком на станции Хачмас.
В 1941 году Лелякин был призван в Рабоче-крестьянскую Красную Армию Хачмасским районным военным комиссариатом Азербайджанской ССР. С лета 1941 года — на фронтах Великой Отечественной войны. Принимал участие в боях на Южном фронте, обороне Севастополя, был ранен. После выздоровления был направлен на учёбу в Сталинградское артиллерийское училище. Окончив его в 1942 году, Лелякин участвовал в Сталинградской битве. Там он был вторично ранен, но остался в строю. Принимал участие в боевых действиях на Сталинградском, Донском, Воронежском и Степном фронтах.
Лелякин участвовал в битве на Курской дуге. В первый же день после её начала батарея под командованием лейтенанта Лелякина уничтожила 7 немецких танков, из них 2 были уничтожены лично Лелякиным. Ночью того же дня он вывел без потерь батарею из окружения вместе со всеми уцелевшими орудиями и снарядами. В июле-августе 1943 года Лелякин участвовал в Белгородско-Харьковской наступательной операции, освобождении города Мерефа.
К осени 1943 года лейтенант Лелякин занимал должность командира огневого взвода 158-го гвардейского артиллерийского полка 78-й гвардейской стрелковой дивизии 7-й гвардейской армии Степного фронта. Он отличился во время битвы за Днепр. В ночь с 24 на 25 сентября 1943 года в районе сёл Мишу́рин Рог и Домоткань Днепропетровской области Лелякин под немецким огнём сумел переправить свои орудия на правый берег Днепра. Когда к исходу дня 25 сентября у взвода закончились снаряды, Лелякин повёл своих подчинённых в контратаку, отбросив немецкие подразделения. Ночью того же дня на плацдарм переправились основные силы дивизии. 27 сентября артиллеристы под командованием Лелякина отбили контратаку немецких подразделений. 3 октября батарея была переброшена на другой плацдарм, в районе села Домоткань. Там артиллеристам удалось отбить все немецкие атаки. Лелякин лично уничтожил немецкий танк и остановил отход пехотных подразделений, уже начатый ими без приказа. В этом бою он получил тяжёлое ранение.
26 октября 1943 года Указом Президиума Верховного Совета СССР за «мужество и героизм, проявленные при выполнении заданий командования на фронте борьбы с немецко-фашистскими захватчиками» гвардии лейтенант Михаил Лелякин был удостоен высокого звания Героя Советского Союза с вручением ордена Ленина и медали «Золотая Звезда» за номером 3364.
После войны продолжал службу в армии на территории Венгрии. Был помощником начальника 437-й сортировочной базы. 17 сентября 1945 года военным трибуналом Будапештского гарнизона осуждён по ст. 167 ч. 3 УК РСФСР (вооружённый разбой) на 10 лет лишения свободы.
7 июля 1949 года Указом Президиума Верховного Совета СССР Лелякин был лишён всех званий и наград.
В ноябре 1952 года был досрочно освобождён. Вернулся в Баку. Дальнейшая судьба Лелякина неизвестна.
Был также награждён орденом Отечественной войны 2-й степени (24.07.1943), медалью «За оборону Сталинграда» (вручена в 1943).